# Riu Paraná
El riu Paraná (ysyry Parana en guaraní) és, després de l'Amazones, el segon riu d'Amèrica del Sud en termes de magnitud. Transcorre pels territoris del Brasil, Paraguai i l'Argentina, amb un curs de 2.570 quilòmetres. Aquesta llargària podria ser considerada superior (3.998 km) si es comptés la distància des de la capçalera del riu Paranaiba, al Brasil. El nom Paraná prové de la llengua tupí, i significa "com el mar".

## Curs
El riu neix en la conjunció dels rius Grande i Paranaíba, punt que marca el trifini entre els estats de Minas Gerais, Mato Grosso do Sul i São Paulo.

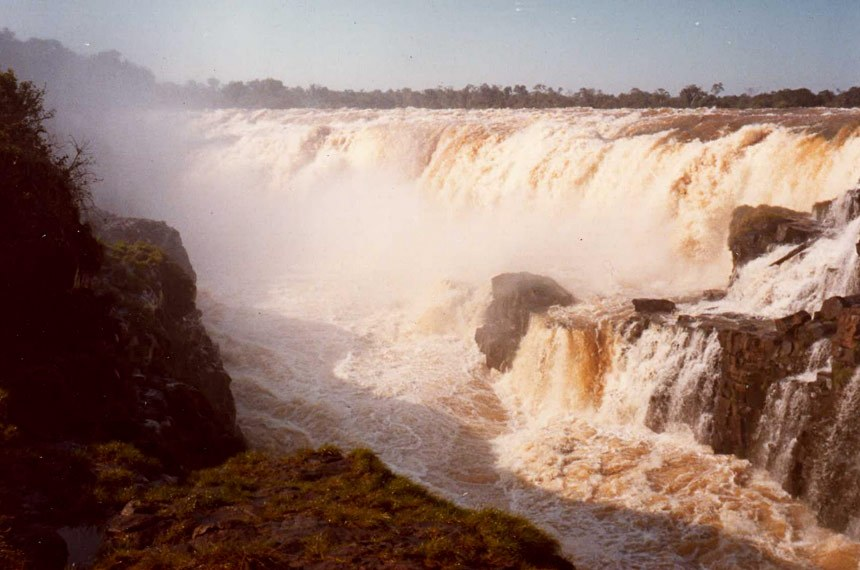
Imatge antiga dels Saltos del Guairá, abans de construir la presa d'Itaipu.

Avança en direcció sud-oest durant 619 km, fins a arribar a la ciutat de Salto del Guairá, ja en la frontera amb Paraguai. En aquest punt es trobaven les cascades del Guairá (Cascadas das Sete quedas, en portuguès), que van quedar submergides després de la construcció de la presa d'Itaipú, inaugurada el 1982.

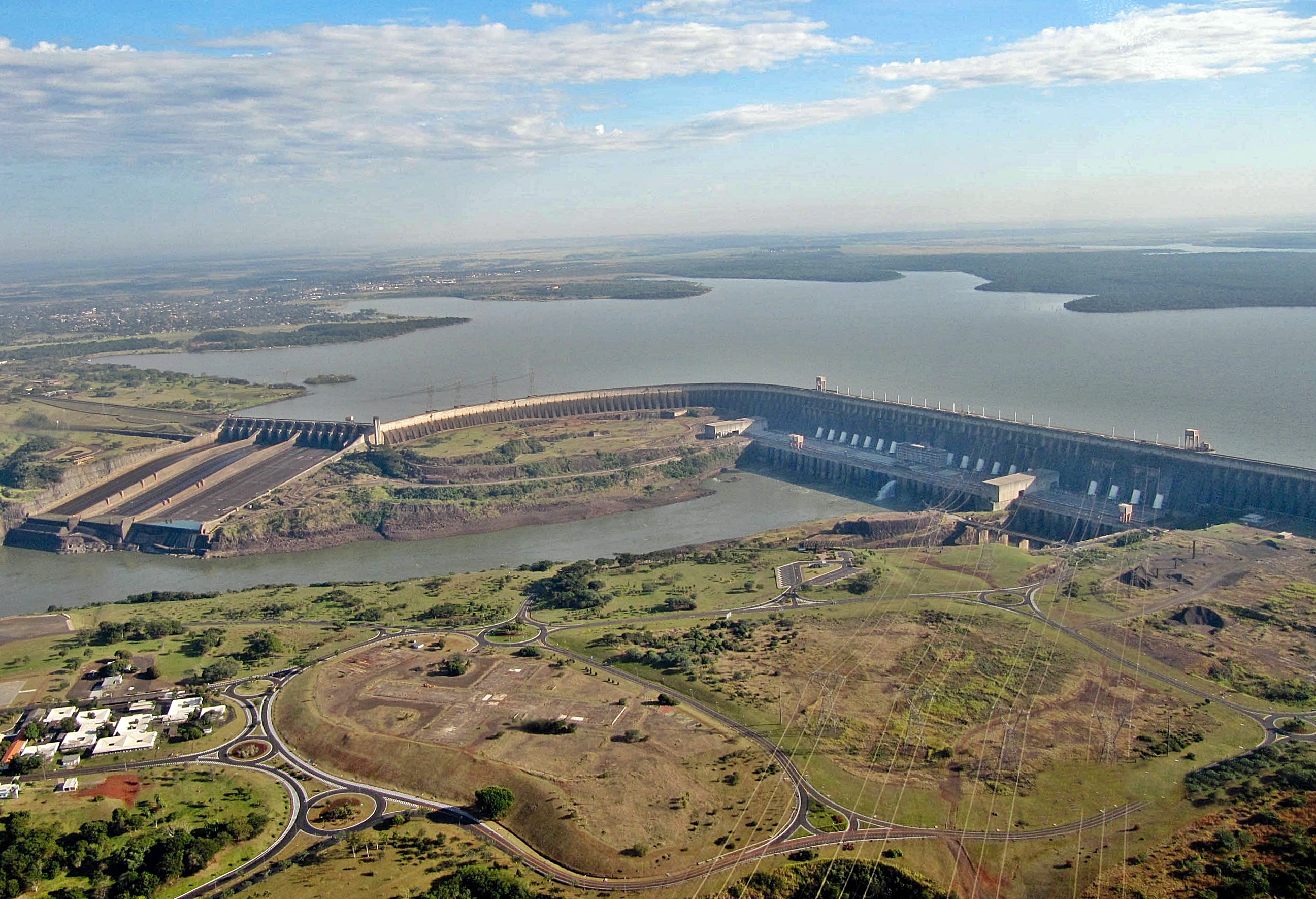
Vista aèria de la presa d'Itaipú.

Els següents 200 km, el riu forma la frontera natural brasilero-paraguaiana, fins a la confluència del Riu Iguaçú, la triple frontera dels dos estats amb l'Argentina. Continua fins Encarnación / Posadas, on gira cap a l'oest, fins a la desembocadura del riu Paraguai, el seu afluent més important i que marca el final de la frontera paraguaio-argentina. En aquest tram es troba la presa de Yaciretá, la segona més gran de la conca.

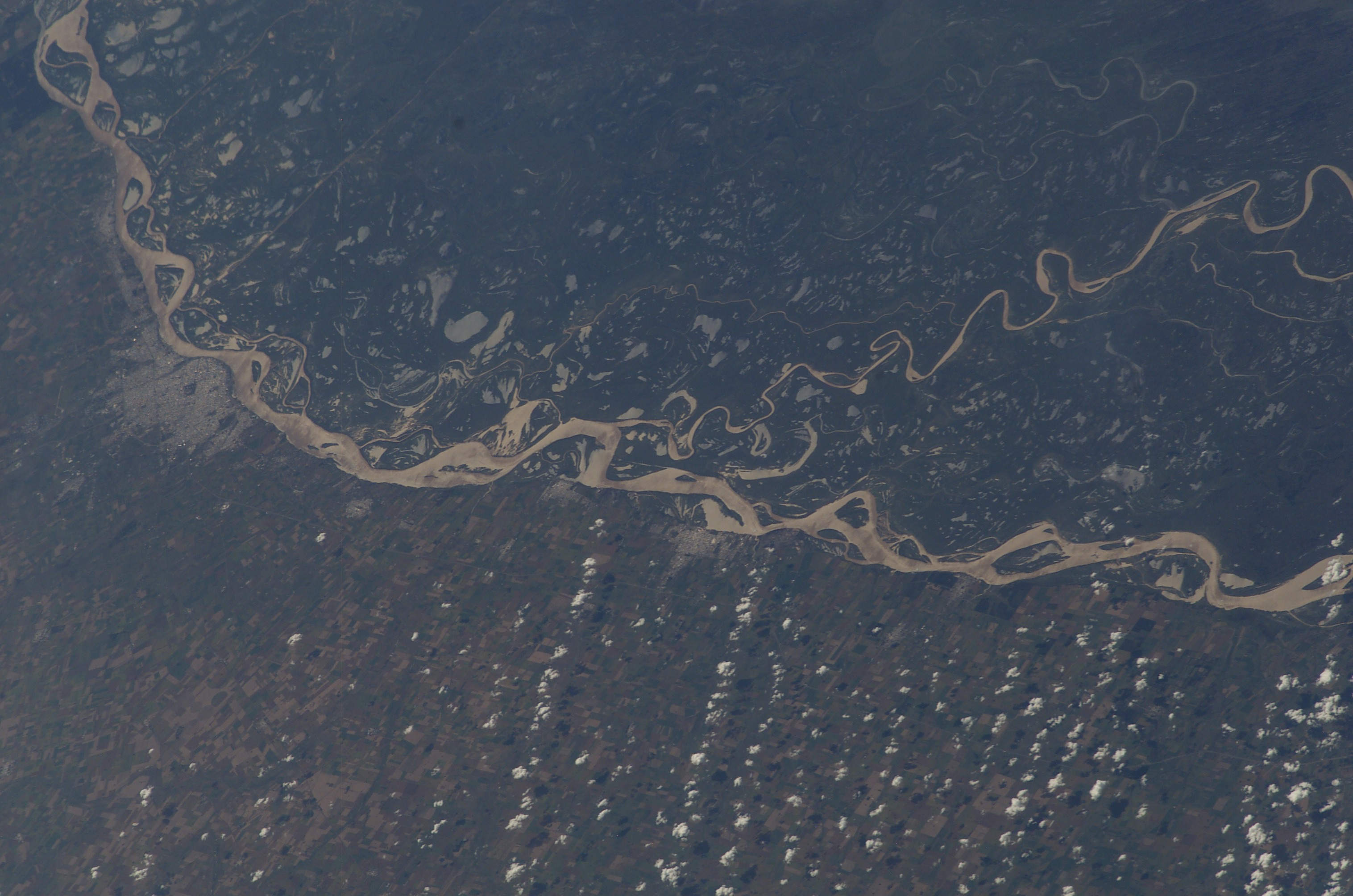
Tram final del riu, conegut com Delta del Paraná.

A pocs quilòmetres d'aquest punt s'hi troben les ciutats germanes de Corrientes i Resistencia. Viatja cap al sud 820 km, passa per Santa Fe i Rosario, on gira cap al sud-est, fent l'últim tram de 500 km fins a la desembocadura, junt amb el riu Uruguai, a l'estuari del riu de la Plata.

## Conca

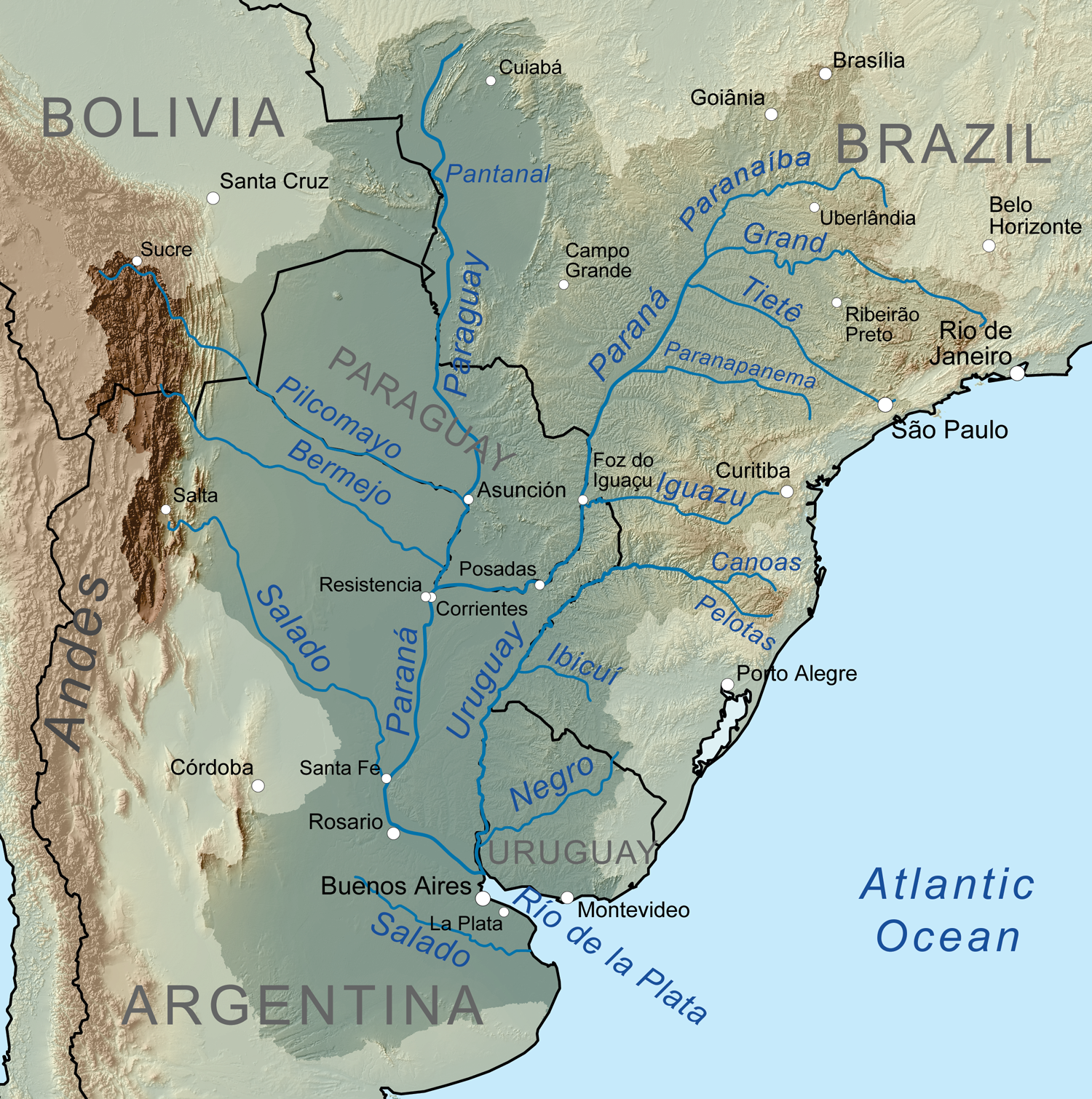
Conca de la Plata.

L'extensió de la conca del riu Paraná supera els 2,5 milions de quilòmetres quadrats, drenant bona part de l'Amèrica del Sud central. Abasta tot el Paraguai, la majoria del sud i sud-est del Brasil, el nord de l'Argentina, i fins i tot part de Bolívia. El volum d'aigua que aboca a l'oceà Atlàntic a través del Riu de la Plata és aproximadament igual al volum que aboca el riu Mississipi. Aquesta conca abasteix les capitals dels tres països que travessa (Brasília, Asunción i Buenos Aires), així com grans ciutats com São Paulo, Curitiba, Sucre o Salta. Tant la conca del Paraná com la del riu Uruguai són, en realitat, subconques de la Conca de la Plata, que té una superfície acumulada de 3,1 milions de km².
El cabal del riu és molt variable, tant entre les estacions seca i humida com al llarg dels anys. En observacions fetes a la ciutat de Corrientes (Argentina) al llarg d'un segle, es calcula que el cabal mitjà és de 16.000 m³/s, mentre que s'han detectat variacions en un rang de +/- 50%.
El Paraná travessa zones amb diferents tipus i varietats climàtiques. El curs superior presenta l'època anual de crescudes durant l'estiu austral. Els cursos mitjà i inferior, que veuen alterat el seu règim per les aportacions del riu Paraguai, mostren una segona crescuda durant l'hivern. El màxim cabal del riu es registra cap a finals de l'estiu (febrer-març) i l'estiatge es dona a finals de l'hivern (agost-setembre).

## Navegabilitat

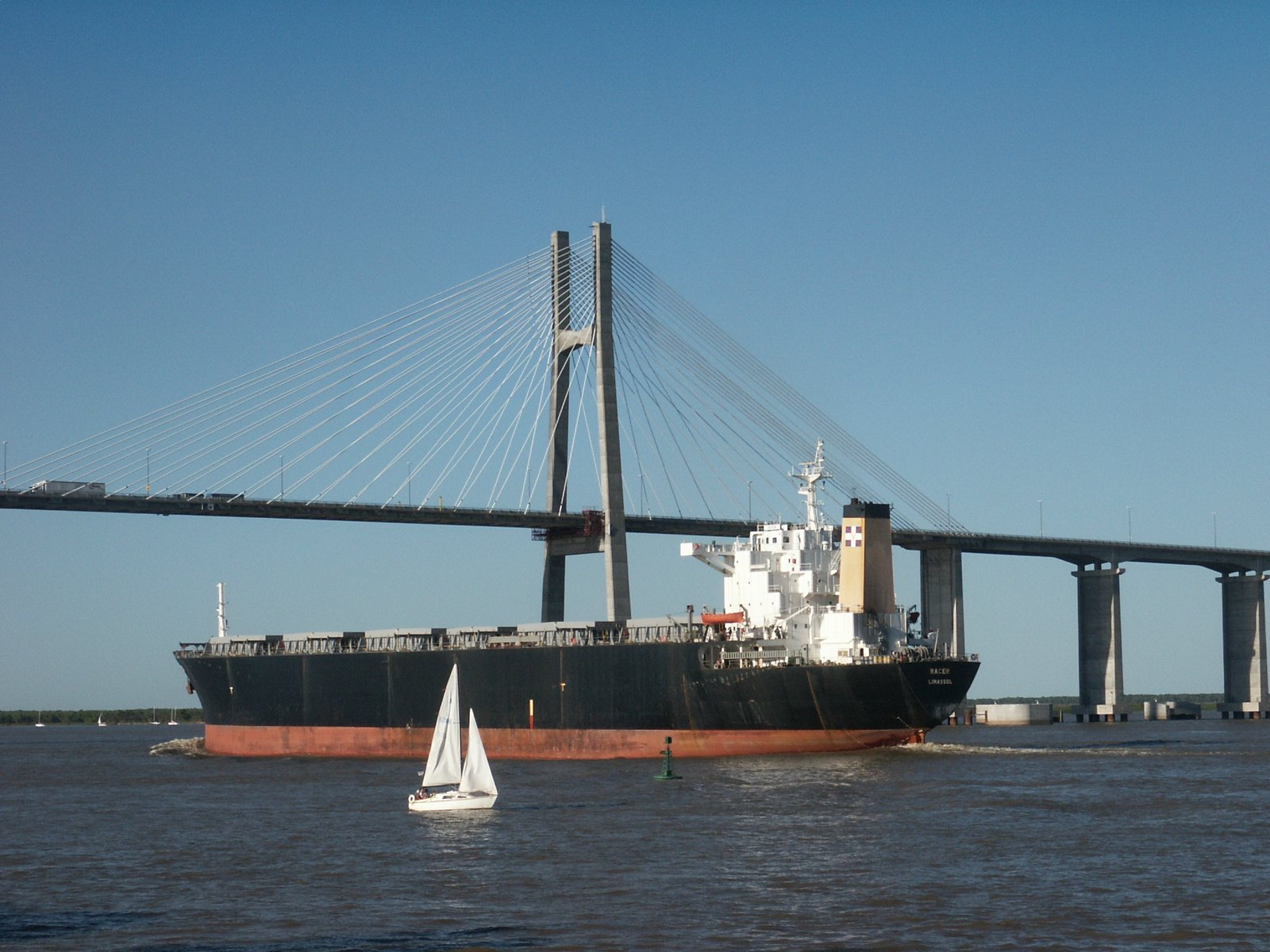
Vaixell de càrrega a Rosario (Argentina).

El Paraná és navegable en forces trams, i és usat com a port d'interior, vital per països sense sortida directa al mar, com Bolívia i Paraguai. La construcció de les dues centrals hidroelèctriques han tallat l'última part del trajecte pel riu Paraná, que abans arribava fins Salto del Guairá.
Per millorar la navegabilitat, s'han dut a terme diverses obres de canalització, eliminació de meandres o dragatge del llit del riu.

### Hidrovia Paraná-Paraguai

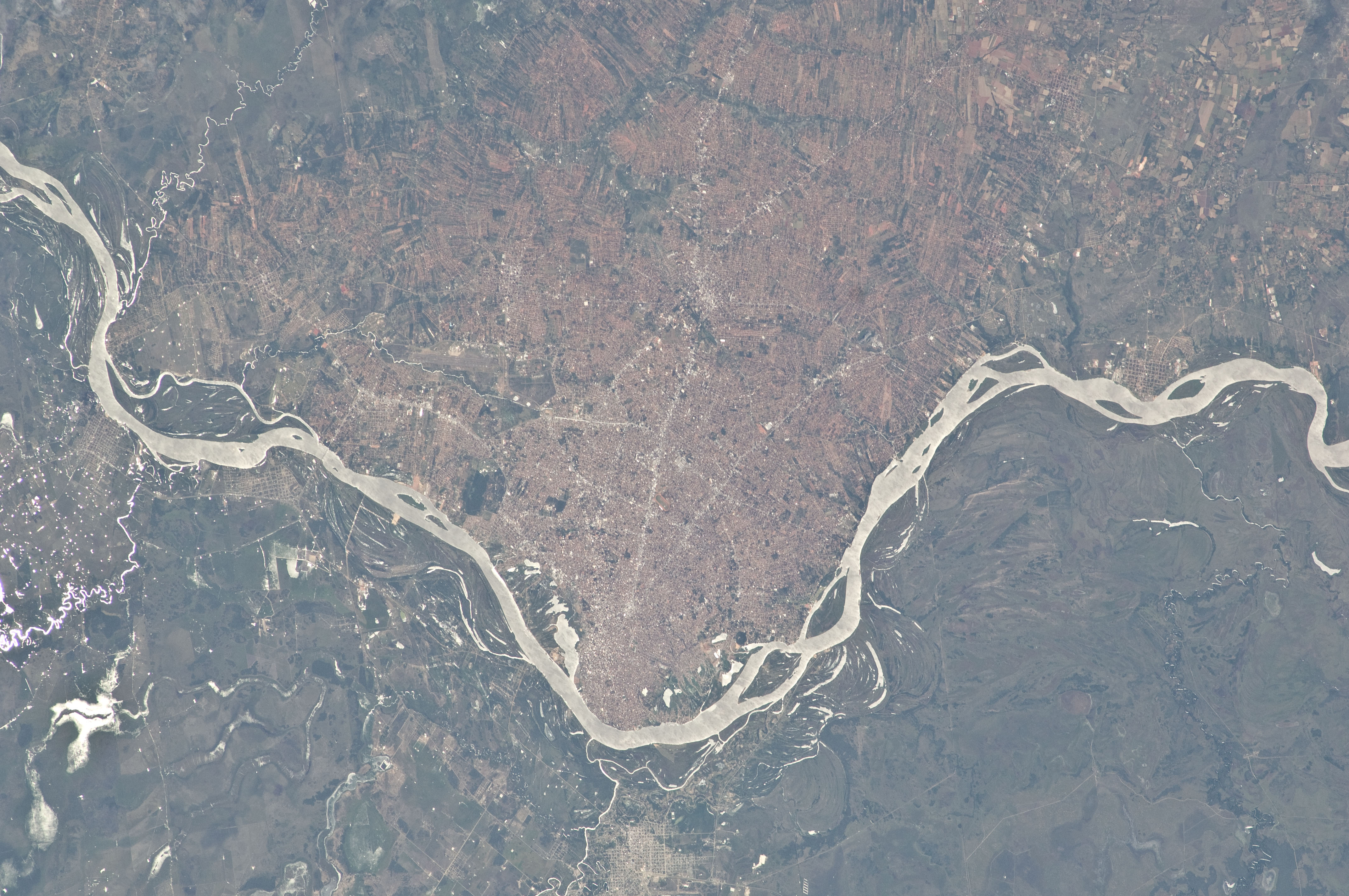
El Riu Paraguai al seu pas per Asunción.

Es tracta d'una via de 3.442 km, des de Puerto Cáceres (Mato Grosso, Brasil) a Nueva Palmira (Colonia, Uruguai). Baixa el riu Paraguai, nodreix d'aigua el Pantanal i va bordejant Bolívia. S'endinsa en Paraguai fins a arribar a la capital, Asunción, fent frontera amb l'Argentina, que ressegueix fins a la desembocadura al Paraná, just abans de Corrientes.
Es tracta d'una gran via pel transport de mercaderies, sent les principals la soja, altres cereals i els derivats; mineral de ferro i combustible. Si el transport fluvial per aquesta hidrovia movia 700.000 tones de mercaderies l'any 1988, el 2015 ja superava els 21,5 milions de tones, en un trajecte que passa per dos-cents ports de càrrega i de passatgers.
El govern de la hidrovia recau en el Comitè Intergovernamental de la Hidrovia Paraguay-Paraná (CIH), creat el 1989 i es regeix per l'Acord de Transport Fluvial de la Hidrovia o Acord de Santa Cruz de la Sierra, signat el 1992. Tots cinc països de la conca de la Plata en són membres.

### Preses de Yacyretá i Itaipú
La presa de Yacyretá compta amb una resclosa que permet remuntar el riu i completar el trajecte Corrientes - Ituazingó - Posadas / Encarnación - Puerto Iguazú / Ciudad del Este / Foz do Iguaçu (uns 600 km de longitud). La navegabilitat està restringida a embarcacions de poc calat, ja que la profunditat de les aigües té mínims de 1,80 metres.
El recorregut en barca no continua més enllà de la Triple Frontera ja que el Paraná queda tallat per la presa d'Itaipú i el riu Iguaçú ho està per les cascades de l'Iguaçú.

### Hidrovia Paraná-Tietê

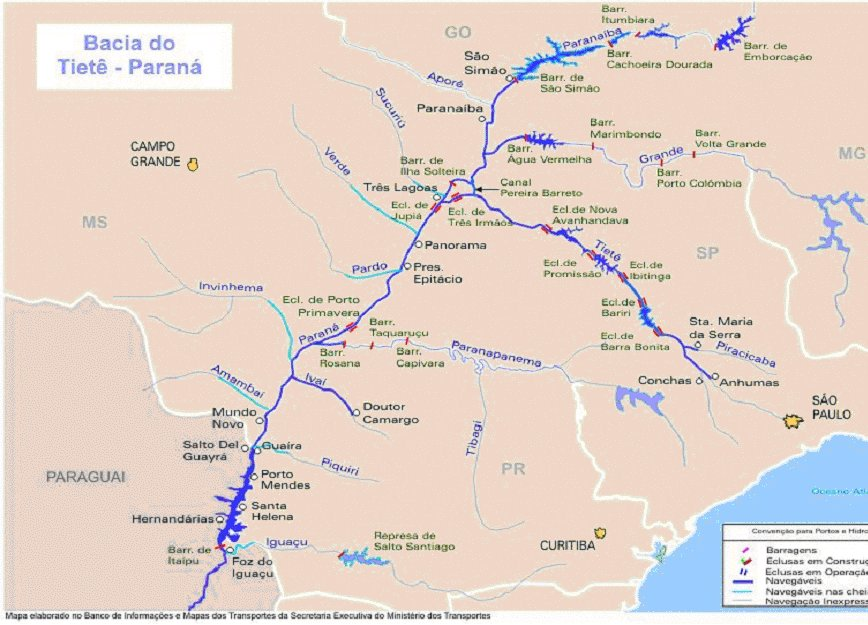
Hidrovia Paraná - Tietê

Gràcies a la construcció de diferents rescloses, el riu Paraná és navegable també des de la presa d'Itaipú fins al seu naixent i també ho són part dels seus afluents. És el cas del riu Tietê, que rega la ciutat de São Paulo i que acumula 863 km navegables des de Mogi das Cruzes fins a la desembocadura al Paraná. En total, aquesta hidrovia té una llargada de 2.400 quilòmetres.

## Explotació dels recursos
Algunes espècies de peix (com p. ex. el surubí i Prochilodus lineatus) són explotades massivament per a consum intern i exportació, dotant de recursos als pescadors locals.
La construcció d'enormes preses hidroelèctriques al llarg del riu ha suposat un gran impacte econòmic. La presa d'Itaipú (Brasil-Paraguai) i la de Yacyretá (Argentina-Paraguai) han convertit la nació guaraní en el major exportador d'electricitat d'origen hidroelèctric i el major productor d'electricitat per cápita del món.

## Ponts sobre el Paraná
En el seu curs per territori argentí, el Paraná es pot creuar pels següents ponts (enumerats de nord a sud):
| Nom                                                    | Ubicació                         | Any      | Carretera                           | Coordenades                                                            |
| Brasil                                                 | Brasil                           | Brasil   | Brasil                              | Brasil                                                                 |
| ------------------------------------------------------ | -------------------------------- | -------- | ----------------------------------- | ---------------------------------------------------------------------- |
| Pont Rodoferroviária Rollemberg - Vuolo                | Aparecida do Taboado - Rubinéia  | 1998     |                                     | 20° 06′ 17.9″ S, 51° 00′ 32.4″ O / 20.104972°S,51.009000°O             |
| Presa d'Ilha Solteira                                  | Selvíria - Ilha Solteira         | 1973     |                                     | 20° 22′ 54.2″ S, 51° 21′ 59.7″ O / 20.381722°S,51.366583°O             |
| Presa Engenheiro Souza Dias (Jupiá)                    | Três Lagoas - Castilho           | 1968     | BR-262                              | 20° 46′ 44.7″ S, 51° 37′ 49.3″ O / 20.779083°S,51.630361°O             |
| Pont Ferroviari Francisco de Sá                        | Três Lagoas - Castilho           | 1926     | Estrada de Ferro Noroeste do Brasil | 20° 47′ 26.1″ S, 51° 37′ 40.6″ O / 20.790583°S,51.627944°O             |
| Pont Paulicéia - Brasilândia                           | Brasilândia - Paulicéia          | 2009     | BR-158                              | 21° 16′ 08.4″ S, 51° 51′ 18.8″ O / 21.269000°S,51.855222°O             |
| Pont Hélio Serejo (Maurício Joppert)                   | Bataguassu - Presidente Epitácio | 1964     | BR-267                              | 21° 45′ 12.1″ S, 52° 11′ 05.6″ O / 21.753361°S,52.184889°O             |
| Presa de Porto Primavera                               | Rosana                           | 1999     |                                     | 22° 28′ 30.5″ S, 52° 57′ 29.6″ O / 22.475139°S,52.958222°O             |
| Pont Porto Camargo                                     | Alto Paraíso                     | 2002     | BR-487                              | 23° 22′ 24.5″ S, 53° 46′ 08.3″ O / 23.373472°S,53.768972°O             |
| Pont Ayrton Senna                                      | Mundo Novo - Guaíra              | 1998     | BR-163                              | 24° 03′ 31″ S, 54° 15′ 28.6″ O / 24.05861°S,54.257944°O                |
| Brasil - Paraguai                                      |                                  |          |                                     |                                                                        |
| Presa d'Itaipú                                         | Foz do Iguaçu - Hernandarias     | 1973     |                                     | 25° 24′ 26″ S, 54° 35′ 21″ O / 25.40733092288954°S,54.58912688067204°O |
| Pont Internacional de l'Amistat                        | Foz do Iguaçu - Ciudad del Este  | 1965     | BR-277 - Ruta 7                     | 25° 30′ 33.5″ S, 54° 36′ 03.3″ O / 25.509306°S,54.600917°O             |
| Paraguai - Argentina                                   |                                  |          |                                     |                                                                        |
| Pont Internacional San Roque González de Santa Cruz    | Encarnación - Posadas            | 1990     |                                     | 27° 22′ 09.3″ S, 55° 51′ 43.3″ O / 27.369250°S,55.862028°O             |
| Presa de Yacyretá                                      | Ayolas - Ituzaingó               | 1994     |                                     | 27° 28′ 58.5″ S, 56° 44′ 19.5″ O / 27.482917°S,56.738750°O             |
| Argentina                                              |                                  |          |                                     |                                                                        |
| Pont General Manuel Belgrano                           | Resistencia - Corrientes         | 1973     | Ruta Nacional 16                    | 27° 28′ 12.3″ S, 58° 51′ 35.1″ O / 27.470083°S,58.859750°O             |
| Segon pont Resistencia - Corrientes                    | Resistencia - Corrientes         | Planejat |                                     |                                                                        |
| Pont Reconquista - Goya                                | Reconquista - Goya               | Planejat |                                     |                                                                        |
| Túnel subfluvial Raúl Uranga - Carlos Sylvestre Begnis | Santa Fe - Paraná                | 1969     | Ruta Nacional 168                   | 31° 42′ 08.7″ S, 60° 30′ 12.6″ O / 31.702417°S,60.503500°O             |
| Segon pont Santa Fe - Paraná                           | Santa Fe - Paraná                | Planejat |                                     |                                                                        |
| Pont Nuestra Señora del Rosario                        | Rosario - Victoria               | 2003     | Ruta Nacional 174                   | 32° 52′ 11.4″ S, 60° 41′ 07.9″ O / 32.869833°S,60.685528°O             |
| Pont Bartolomé Mitre                                   | Zárate - Ceibas                  | 1977     | Ruta Nacional 12                    | 34° 06′ 10.9″ S, 59° 00′ 10″ O / 34.103028°S,59.00278°O                |
| Pont Justo José de Urquiza                             | Zárate - Ceibas                  | 1977     | Ruta Nacional 12                    | 33° 54′ 37.1″ S, 58° 53′ 06.9″ O / 33.910306°S,58.885250°O             |

També existeixen converses entre els governs argentí i uruguaià per tal de construir un pont o túnels a l'estuari del Riu de La Plata.

## Disputes territorials
La conca del Paraná vertebra els dos pols econòmics més importants de l'Amèrica del Sud, l'estat de São Paulo i l'eix Santa Fé - Rosario - Buenos Aires. El seu valor estratègic va convertir el riu en escenari de diverses disputes territorials, primer entre els dos regnes ibèrics i, després, entre les colònies emancipades. També hi va haver intents d'invasió per part d'Anglaterra i França.